# Strategische Korruption
Strategische Korruption bezeichnet eine Form der Korruption, bei der korrumpierende Mittel gezielt und langfristig eingesetzt werden, um politische oder wirtschaftliche Entscheidungen in anderen Staaten im Sinne strategischer Eigeninteressen zu beeinflussen. Der Begriff hebt sich von klassischer Korruption ab, die meist auf individuelle Bereicherung oder kurzfristige Vorteilsnahme ausgerichtet ist. Strategische Korruption wird typischerweise von Staaten oder staatsnahen Akteuren eingesetzt und ist ein Instrument der Geopolitik.

## Begriff und Herkunft
Der Begriff "Strategische Korruption" wurde seit den 2010er Jahren zunehmend in der politikwissenschaftlichen Analyse autoritärer Einflussstrategien verwendet. Eine prägende Definition liefern Alexander Cooley und Daniel Nexon in ihrer Typologie autoritärer Einflussnahme, in der sie strategische Korruption als gezielten Einsatz korrumpierender Praktiken zur Etablierung von Netzwerken und Loyalitäten in offenen Gesellschaften beschreiben.
Jonathan E. Hillman spricht in diesem Zusammenhang von einer "Schattenkriegsführung", in der Korruption als geopolitisches Werkzeug genutzt wird, um über Infrastrukturprojekte, Unternehmensbeteiligungen oder politische Netzwerke langfristige Einflusszonen zu schaffen.
Auch Transparency International Deutschland nutzt seit den frühen 2020er Jahren den Begriff, um gezielte Einflussnahmen von Staaten auf demokratische Entscheidungsprozesse durch korrumpierende Mittel zu beschreiben.
Der Begriff wird in Abgrenzung zu Formen individueller Bestechung, struktureller Korruption oder lobbyistischer Einflussnahme verwendet. Er bezeichnet nicht nur strafrechtlich relevante Handlungen, sondern umfasst auch legale oder grauzonige Einflussformen, wenn sie systematisch und mit außenpolitischer Intention eingesetzt werden.

## Merkmale und Wirkmechanismen
Strategische Korruption kann durch mehrere Merkmale gekennzeichnet werden:
- Langfristigkeit und Systematik: Sie erfolgt nicht punktuell, sondern folgt einem strategischen Kalkül über längere Zeiträume.

- Staatliche Steuerung: Der Einsatz erfolgt meist direkt oder indirekt über staatliche Stellen, staatsnahe Unternehmen oder politisch kontrollierte Netzwerke.

- Institutionelle Unterwanderung: Ziel ist es, durch legale oder illegale Mittel Einfluss auf politische Entscheidungsprozesse, Elitenrekrutierung oder öffentliche Debatten zu nehmen.

- Abhängigkeiten schaffen: Mittels Investitionen, Beteiligungen oder lukrativer persönlicher Angebote (z. B. Aufsichtsratsposten, Beratertätigkeiten) wird eine enge Bindung geschaffen.

Insgesamt werden Handlungsspielräume des Zielstaates im Sinne des agierenden Staates verschoben, kritische Stimmen marginalisiert und politische oder wirtschaftliche Entscheidungen in strategischer Hinsicht gelenkt.

## Beispiele
Ein häufig zitiertes Beispiel ist die Einflussnahme der Russischen Föderation auf die Energiepolitik europäischer Staaten, insbesondere Deutschlands. So wurden über Jahre hinweg enge persönliche Netzwerke zwischen russischen Energiekonzernen und ehemaligen politischen Entscheidungsträgern geschaffen. Die Tätigkeit des ehemaligen Bundeskanzlers Gerhard Schröder für Rosneft und Gazprom wird in diesem Zusammenhang oft als Fall strategischer Korruption diskutiert.
Ein weiteres Beispiel betrifft die Rolle chinesischer Investitionen in Schlüsselindustrien europäischer Staaten, die nicht nur ökonomischen, sondern auch politischen Einfluss ermöglichen. In einigen Fällen wurde durch gezielte Beteiligungen, Stiftungskooperationen oder Personalbindung ein langfristiger Zugang zu politischen Entscheidungsträgern geschaffen.

## Internationale Relevanz und Debatte
Im Kontext wachsender geopolitischer Spannungen und hybrider Bedrohungslagen wird strategische Korruption international zunehmend thematisiert. Institutionen wie die OECD, NATO oder der Europarat haben sich in Berichten und Strategiepapieren mit der Gefahr durch strategische Korruption befasst. Auch in der EU wächst das Bewusstsein für die sicherheitspolitische Dimension korrumpierender Einflussnahme.
Die OECD fordert etwa, Antikorruptionspolitik nicht nur als innenpolitisches Regulativ, sondern auch als Element der Außen- und Sicherheitspolitik zu begreifen.

## Kritik
Der Begriff "Strategische Korruption" ist nicht unumstritten. Wissenschaftlerinnen und Wissenschaftler sowie politische Beobachterinnen und Beobachter äußern mehrere Einwände:
- Unklare Abgrenzung: Der Begriff überschneidet sich mit Konzepten wie "Foreign Interference", "Soft Power" oder wirtschaftlicher Einflussnahme und ist bislang nicht klar trennscharf definiert.
- Politisierung: Kritiker warnen davor, dass mit dem Begriff strategische Rivalen pauschal delegitimiert werden können, auch wenn deren Einflussstrategien innerhalb des rechtlichen Rahmens bleiben.
- Asymmetrische Anwendung: Der Begriff wird überwiegend auf autoritäre Staaten angewendet. Einflussnahmen westlicher Staaten, etwa durch Public Diplomacy in der Entwicklungszusammenarbeit, außenwirtschaftliche Strategien oder geheimdienstliche Aktivitäten, werden selten unter diesem Label thematisiert.
- Nachweisproblematik: Die langfristige, informelle Natur strategischer Korruption erschwert ihre Beweisführung. Oft existieren keine justiziablen Belege, sondern nur Indizien oder Netzwerkanalysen.